# Comisión del Papaloapan
La Comisión del Papaloapan o Comisión Ejecutiva del Papaloapan (CODELPA)  (1946-1984) fue un organismo público perteneciente al Instituto Mexicano de Recursos Naturales Renovables de la desaparecida Secretaría de Recursos Hidráulicosde México. Fue constituido como un vasto proyecto cuya función, según el Artículo 1° del Decreto del 26 de febrero de 1947, del Congreso de la Unión, era: Planear, diseñar y construir las obras requeridas para el integral desarrollo de la extensión del país que constituye la cuenca del río Papaloapan..., otorgándole a esta comisión, según el Artículo 3°, "las más amplias facultades para la planeación, proyecto y construcción de todas las obras de defensa de los ríos, las de aprovechamiento en riego, desarrollo de energía y de ingeniería sanitaria, las de vías de comunicación comprendiendo vías de navegación, puertos, carreteras, ferrocarriles, telégrafos, y las relativas de creación y ampliación de poblados, y tendrá también facultades para dictar todas las medidas y disposiciones en materia industrial, agrícola y de colonización, en cuanto todo lo anterior se refiera al desarrollo integral de la cuenca del Papaloapan".
Con sede en Ciudad Alemán Cosamalopan, Veracruz, la cobertura de la comisión incluía alrededor de 46,000 km² de los estados de Oaxaca, Veracruz y Puebla, siendo sus límites no los administrativos, sino los hidrológicos propios de la cuenca, y el trabajo de este organismo constituyó una verdadera obra de investigación, planeación y desarrollo en su jurisdicción, por lo que jugó un papel clave en el aspecto actual de la región. La Comisión del Papaloapan fue finalmente liquidada mediante la abrogación de su decreto de creación, el 4 de noviembre de 1986.

## Historia

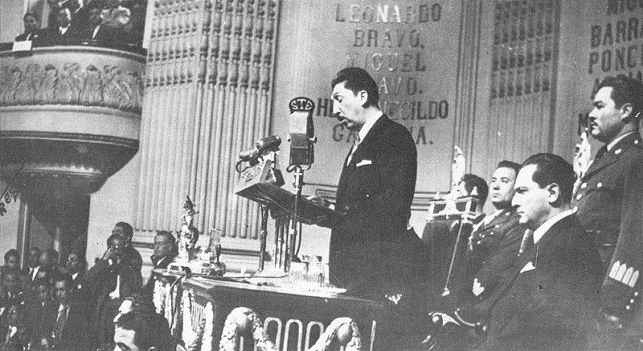
Miguel Alemán Valdés crea la Comisión en 1946

La historia de la Comisión está íntimamente relacionada con la Cuenca del Papaloapan. En los años de vislumbramiento, hacia 1944, la cuenca era predominantemente insalubre y sufría de constantes inundaciones.
Por el segundo motivo, el entonces presidente de la República Manuel Ávila Camacho, en decreto dado el 16 de octubre de ese mismo año, declaró de utilidad pública el estudio y construcción de obras hidráulicas en la zona, encargado de ella la Secretaría de Agricultura y Fomento, (en la actualidad, Secretaría de Agricultura, Ganadería, Desarrollo Rural, Pesca y Alimentación), a través de la Comisión Nacional de Irrigación, que fue la predecesora de la también desapararecida Secretaría de Recursos Hidráulicos, y a la Secretaría de Marina.
La insalubridad era palpable; la zona estaba infestada de la fiebre amarilla, el paludismo, que cuyo último caso fuera de la cuenca fue en Tampico en 1923 y el llamado vómito prieto, ambas enfermedades provenientes de Europa; pero no fue el motivo de la constitución de la comisión, sino fue el desbordamiento del río Papaloapan en septiembre de 1944, la llamada Tragedia de Tuxtepec, ya que cerca de un 80% de Tuxtepec, Oaxaca, quedó devastada, además de inundarse todas las poblaciones ribereñas veracruzanas, la crecida agregó 200 mil hectáreas a las 300 mil hectáreas que anualmente se inundaban en época de lluvias y dejó un saldo de 100 muertos tan solo en Tuxtepec.
Por este motivo y el antes mencionado, fue presentado al Congreso de la Unión el proyecto de Decreto del 17 de diciembre de 1945, autorizando al Ejecutivo Federal, para crear la Comisión Técnica para el Estudio de la cuenca total del río Papaloapan.
El decreto que dio origen a la Comisión fue el posterior Acuerdo Presidencial firmado por el entonces presidente Lic. Miguel Alemán Valdés del 26 de febrero de 1946, que fue la que creó y estructuró la Comisión.
Un año después, el Congreso de la Unión, emitió el Decreto por el cual la comisión del Papaloapan entró en vigor, dicho decreto fue sancionado por la XLI Legislatura de la
Cámara de Diputados el 13 de noviembre de 1951, por lo que fue elevado a ley para continuar con sus actividades asignadas y adquirir los bienes muebles e inmuebles necesarios para realizar su función.
Desde sus inicios, la Comisión incluyó en su presupuesto una partida específica para Estudios y Planeación. Dicha partida fue, en el primer sexenio (1947-52), de $7'826,905.00, es decir, el 2,90% de las erogaciones totales de $269'858,729.00, posteriormente representó el 6.98% del sexenio 1952-58, el 3.13% en 1959-64, dinero que fue destinado principalmente obras hidráulicas y caminos, de las que se invirtió el 68.86% del presupuesto total".
La comisión estuvo durante en funciones hasta que el presidente Miguel de la Madrid Hurtado firmó el decreto de erogación el 4 de noviembre de 1984, sin embargo, la Comisión Técnica continuó operando hasta que terminó si fondos en 1989.

## Funciones
La función de la Comisión del Papaloapan se engloba en siete objetivos fundamentales principales que son la base por la cual fue creada:

### Efectuar una campaña de saneamiento en la cuenca

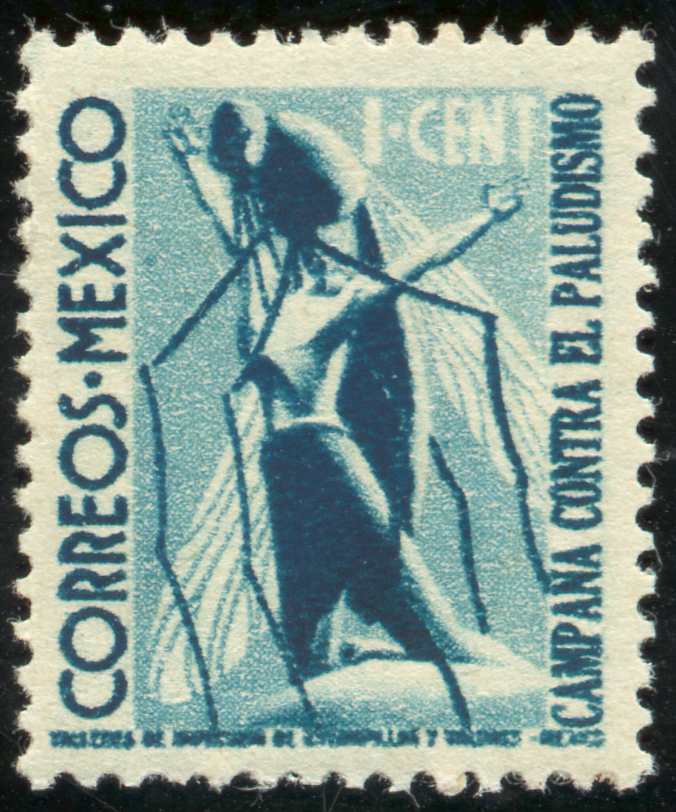
Timbre de la Campaña Nacional Contra el Paludismo

El saneamiento de la cuenca fue uno de los principales promotores de su creación, por ser, después de las inundaciones, el principal problema de la región. Antes del contacto con los europeos y africanos, la salud de los pobladores era buena; en ella existían padecimientos promovidos principalmente por la contaminación del suelo y el agua por heces, que interviene en la etiología de las parasitosis intestinales (amibiasis, uncinariasis, oncocercosis); la fiebre amarilla selvática y algunos brotes de leishmaniasis americana (Úlcera de los chicleros). Con la llegada de los españoles, también llegó a la cuenca el mosquito transmisor del Paludismo, de los agentes etiológicos Plasmodium vivax y P. falciparum, el Aedes aegypti, que también produjo la forma urbana de la fiebre amarilla, conocida como vómito negro, convirtiéndose en endémico en todos los lugares de la cuenca del Papaloapan inferior a los 1, 000 metros. Otra enfermedad que arribó fue la viruela, que produjo miles de defunciones por año y también, después de pocos años, el sarampión, conocido como cocoxtle en el centro de México, ambas conocidas como Enfermedades universales y grandes.
Las nuevas enfermedades fueron devastadoras en la población indígena, a la cual atemorizaron y acabaron. La viruela, la fiebre amarilla urbana, el tifo, el sarampión, las fiebres tercianas, cuartanas y la influenza, produjeron tal mortandad semejante a la ocasionada por la peste en Europa, cuando murieron 40 000 000 de personas.
Los padecimientos de la cuenca fueron combatidas por medio de los programas señalados por el Plan Nacional de Salud 1974-1976-1977-1983. La Comisión realizó estudios multidiciplinarios organizados bajo la orientación del Instituto Mexicano de Recursos Naturales para consensuar los problemas en la Cuenca del Papaloapan.
En cuanto al paludismo, su recapitulación fue presentada por el Dr. Guillermo Román y Castillo, refiriéndose a esta plaga introducida en 1519, al descenso de la mortalidad de 36 393 en 1931 con tasa de 215 muertes por cada 100 000 habitantes a la registrada en 1973 que fue de 22 defunciones y la tasa de 0.04.
El paludismo fue un obstáculo para cultivar las mejores tierras de México, por cuyo caso su erradicación fue una determinante en el desarrollo del país. El presidente de la República Adolfo Ruiz Cortines emitió el Decreto del 15 de noviembre de 1955 en la Secretaría de Salubridad y Asistencia, de la que era titular el Dr.Ignacio Morones Prieto, para crear la Comisión Nacional para la Erradicación del Paludismo (CNEP), que a pesar de que aún existen brotes de esta enfermedad en México, fue determinante para su control.

### Desarrollar la agricultura y la ganadería
Con yr al monte e rozar e cortar árboles grandes y pegalles fuego hacen fácilmente sus sementeras y al tiempo de sembrallas no hacen más que un hoyito pequeño con un palo aguzado en el suelo y alli hechan cinco y seis granos de maíz o cuatro de frisoles e otras tantas pepitas que sacan calabazas, se les da comida, el algodón por consiguiente, e todo lo que siembran sin arallo ni caballo como se hace en España...
Y el modo de sazonar sus semillas es... porque en estando seco el maíz, quebrantan la mazorca torciéndola hacia abajo; colgada la caña así, porque si viniera algún aguacero extraordinario no le humedezca el grano, y vuelto al revés el sol y el viento lo enjuguen bien, y pasado el tiempo competente, lo cortan y lo ponen en sus patios y azoteas dias y noches al calor y al sereno hasta que totalmente sienten que está para guardar sin desgranar y con esta diligencia y hacer que sus trojes en forma que se ventilen los vientos ayudados del temperamento frío; dura el maíz cuatro a cinco años sin polilla, que se socorren de uno a otros años, habiendo hambre en otras partes...

La cita anterior fue referido por Juan Farfán el Viejo y Burgoa en 1580, que pudiera ser una descripción de lo que es el sistema agrícola existente en algunas zonas de la cuenca del Papaloapan para las siembras de maíz y frijol, conocido como el sistema de roza-tumba-quema-siembra, método que la Comisión tuvo en combatir.

#### Agricultura

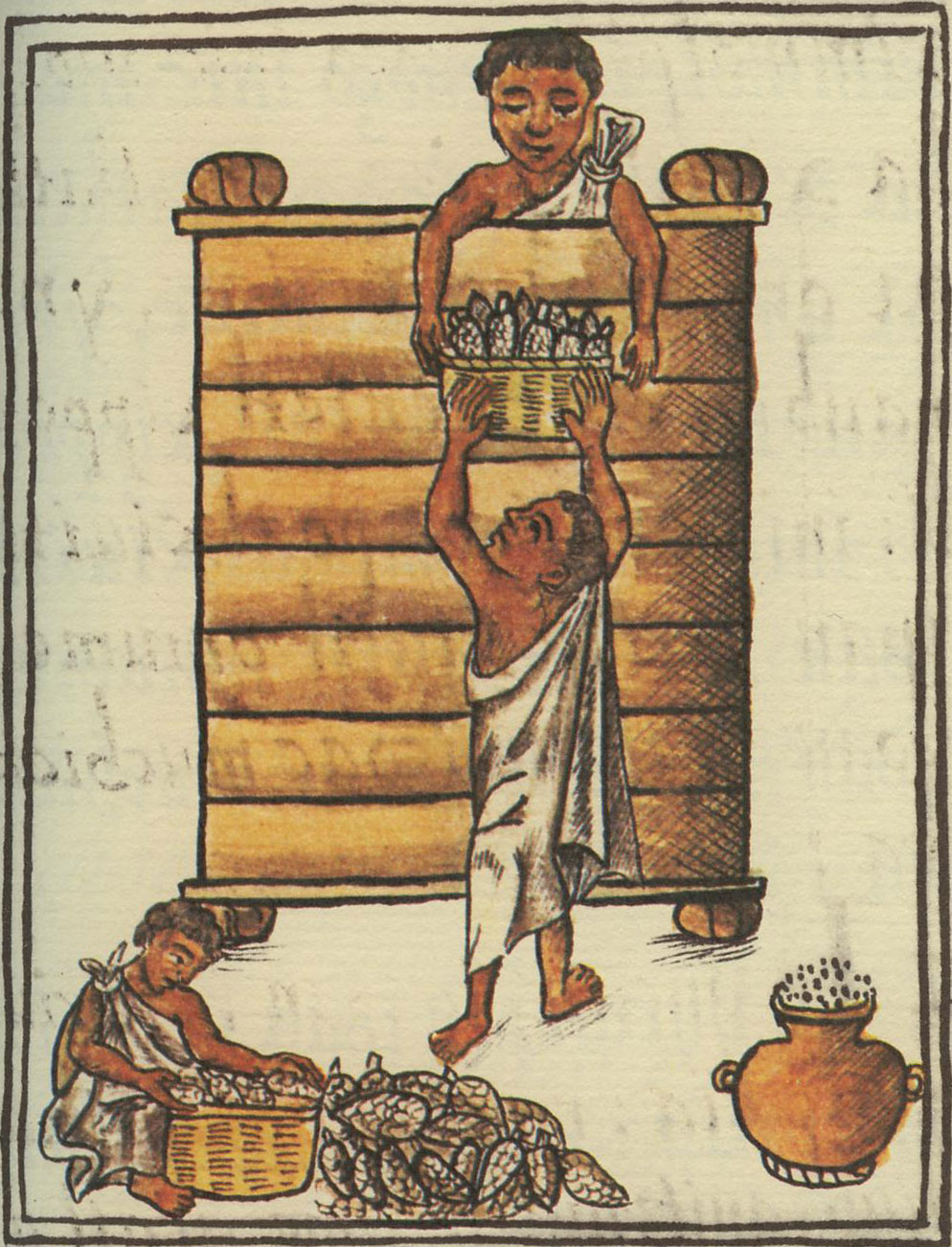
Cultivo de maíz por los aztecas, (Códice Florentino). La Cuenca del Papaloapan es la Cuna de la siembra del maíz en el mundo, importancia que ha mantenido al ser el cultivo al que más ha de tierra se le dedica a su producción.

La cuenca del Papaloapan fue la cuna de la agricultura en México;ya que en el Valle de Tehuacán y la Cañada Poblana se encontraron en el periodo de 7200 a 5000 AC muestras de calabaza, chile y aguacate e hilos de algodón, además del cultivo del maíz alrededor de 6500 AC.
La región tuvo una influencia maya en la zona del Golfo de México hacia los años de 5000 a 2700 AC, que posteriormente se vio disuelta su unidad y generaron los grupos indígenas de la zona: huastecos, totonacas y popolocas. De los totonacas se sabe de su participación en la domesticación y cultivo de la vainilla y a los popolocas se les ubica en el Valle de Tehuacán, por los que pudieron haber sido los que iniciaron el cultivo del maíz.
Fueron los españoles los que trajeron gran variedad de semillas a estas tierras, como lo fueron el trigo, arroz, cebada, caña de azúcar, naranjas, hortalizas, etc, que aumentaron las ya existentes y  que fueron rápidamente cultivadas por los nativos. Por su cercanía al puerto de Veracruz, que era el principal medio de comunicación de la Nueva España, la región fue la primera en sembrar las especies que se adaptaron a su clima.
Hernán Cortés fue el que introdujo la caña de azúcar a Santiago Tuxtla en 1524 e instaló el Rancho el Uvero, el cual fue el primer trapiche. Bernal Díaz del Castillo dijo haber él sido el que sembró las primeras 7 semillas de naranjo en Coatzacoalcos, cercano a la cuenca. Los primeros colonos de la cuenca y la Chinantla fueron Hernán de Barrientos, Escalona el mozo, Heredia el viejo y Cervantes el Chocarrero en 1520 y en un tiempo el propio Bernal Díaz del Castillo vivió en Coatzacoalcos y visitó varias áreas de la cuenca baja, entre algunas Acuetzpaltepec, hoy Playa Vicente.
En los comienzos de la Comisión, la extensión de la tierra cultivable era de 300 451 ha en 1948. Para 1970, la extensión cultivable alcanzó las 626 378 ha.
Se estima que en la cuenca existen 1 250 000 ha de tierras agrícolas. Los principales municipios agrícolas corresponden principalmente a la porción veracruzana, los cuales son Cosamaloapan, Tierra Blanca, Tezonapa, Córdoba, Orizaba, Rodríguez Clara, Tlacotalpan, San Andrés y Santiago Tuxtla, Alvarado, Ignacio de la Llave y Tlalixcoyan. Del estado de Oaxaca destacan los municipios de la cuenca baja, como lo es San Juan Bautista Tuxtepec, Loma Bonita y Cosolapa y del estado de Puebla están los municipios de Tehuacán, Palmar de Bravo, Esperanza, Altepexi, Coxcatlán, Santiago Miahuatlán, Chapulco, Tepanco y Tlacotepec.
El principal motivo de la creación de la comisión fue precisamente en un punto de vista agrícola, en parte, debido a que la Inundación de 1944, considerada como la más desastrosa del siglo;  afectó 470 000 ha, causando daños por 30 millones de pesos y obligó al gobierno Federal a decretar como Desastre nacional para así crear las bases que darían por consiguiente la eventual creación de la Comisión.
Las aportaciones que tuvo la comisión en este aspecto, de acuerdo al cultivo, fueron las siguientes:
- Maíz: Incrementar la producción de maíz al aumentar y  mejorar las técnicas existentes a la fecha, por lo que se logró incrementar la producción existente en un 102% y en cuanto a la extensión, en aumentar de 136 158 ha en 1948 a 275 330 en 1970; dándole un rendimiento para la cuenca de 1.5 toneladas por ha.
- Caña de azúcar: El principal impulso al campo por parte de la Comisión fue a la producción azucarera, al incrementar el espacio sembrado de 49 329 ha en 1948 a 141 867 en 1970, teniendo un crecimiento de 188%, debido, a su vez, al incremento de la población a partir de 1940 y el aumento del consumo interno de azúcar y la mayor demanda para la exportación como efecto de la Segunda Guerra Mundial. La Comisión aumentó las superficies plantadas con caña y apoyó en la ampliación de la capacidad de molienda de algunos ingenios y también la apertura de algunos, como los fueron el ingenio Adolfo López Mateos y el ingenio Tres Valles. La producción actual de caña de azúcar y azúcar, de los 16 ingenios de la cuenca, de los cuales 15 se encuentran en la cuenca baja y uno en la cañada (Calípam), son:

| Operación de los ingenios en la Cuenca del Papaloapan         |                                  |                           |                                |                              |                                  |                                    |
| Ingenio                                                       | Municipio                        | Superficie Cosechada (ha) | Producción de caña (toneladas) | Rendimiento de caña/Tonelada | Producción de azúcar (Toneladas) | Producción de azúcar (tonelada/ha) |
| Adolfo López Mateos                                           | San Juan Bautista Tuxtepec, Oax. | 19 110                    | 1 418 981                      | 74.25                        | 175 324                          | 9.2                                |
| Don Pablo Machado Ll. (La Margarita)                          | Acatlán de Pérez Figueroa, Oax.  | 12 660                    | 858 018                        | 67.77                        | 104 279                          | 8.2                                |
| El Refugio                                                    | Cosolapa, Oax.                   | 6 524                     | 452 809                        | 69.40                        | 49 008                           | 7.5                                |
| Calipam                                                       | Coxcatlán, Pue.                  | 2 027                     | 180 391                        | 88.96                        | 18 971                           | 9.5                                |
| Constancia                                                    | Tezonapa, Ver.                   | 11 708                    | 771 336                        | 65.88                        | 86 306                           | 7.3                                |
| Central Motzorongo                                            | Tezonapa, Ver.                   | 17 949                    | 1 329 346                      | 74.06                        | 144 782                          | 8.1                                |
| El Carmen                                                     | Ixtaczoquitlán, Ver.             | 7 925                     | 649 935                        | 82.01                        | 67 800                           | 8.5                                |
| La Providencia                                                | Cuichapa, Ver.                   | 11 136                    | 789 260                        | 70.87                        | 85 839                           | 7.7                                |
| San Nicolás                                                   | Cuichapa, Ver.                   | 7 297                     | 563 818                        | 77.27                        | 64 036                           | 8.8                                |
| San Cristóbal                                                 | Carlos A. Carrillo, Ver.         | 41 385                    | 2 841 543                      | 68.66                        | 308 457                          | 7.5                                |
| San Francisco El Naranjal                                     | Lerdo de Tejada, Ver.            | 8 080                     | 654 396                        | 80.99                        | 63 681                           | 7.9                                |
| San Pedro                                                     | Lerdo de Tejada, Ver.            | 14 420                    | 1 159 565                      | 80.41                        | 118 492                          | 8.2                                |
| San Gabriel                                                   | Cosamaloapan, Ver.               | 7 283                     | 443 780                        | 60.93                        | 50 603                           | 6.9                                |
| San José de Abajo                                             | Cuitláhuac, Ver.                 | 8 006                     | 583 661                        | 72.90                        | 65 078                           | 8.1                                |
| San Miguelito                                                 | Córdoba, Ver.                    | 6 508                     | 559 693                        | 86.00                        | 61 714                           | 9.5                                |
| Tres Valles                                                   | Tres Valles, Ver.                | 27 002                    | 1 853 754                      | 68.65                        | 233 011                          | 8.6                                |
| La Cuenca                                                     | La Cuenca                        | 209 020                   | 15 110 286                     | 72.29                        | 1 747 984                        | 8.4                                |
| Total del País                                                | Total del País                   | 656 774                   | 50 900 000*                    | 77.5                         | 5 800 000*                       | 8.8                                |
| *Datos Redondeados                                            |                                  |                           |                                |                              |                                  |                                    |
| Fuente: Unión Nacional de Cañeros, A.C. CNPR, Zafra 2004-2005 |                                  |                           |                                |                              |                                  |                                    |

En la zafra 2004-2005, se cosechó el 32% de la superficie, se produjo el 30% de caña y se elaboró el 29.3% de azúcar, de los totales respectivos de la producción nacional; pudiéndose considerar a la cuenca del Papaloapan como la principal productura de caña de azúcar de la nación.
- Frijol: La siembra del frijol se vio reducida durante el periodo de la Comisión, por motivos que se explicarán a continuación, pasando de 48 080 ha en 1948 a 39 320 ha en 1970; equivalente a una disminución de 18%; sembrándose solamente asociado al maíz, en la región de Los Tuxtlas y en el Valle de Esperanza. De los problemas que afectan al frijol en la cuenca del Papaloapan están las plagas de suelo, como los son la Doradilla (Diabrotica spp), chicharrita (Empoasca fabae), Minador de hoja (Liriomyza spp) y en Los Tuxtlas un caracol, además de roedores, como los son los tuzos y los ratones. Además de que el cultivo del frijol es por siembra temporal, si las siembras se prolongan hasta enero, época en que el frijol está por cosecharse, la humedad ocasiona daños al impedir la recolección y germinar las semillas en las vainas. El rendimiento del frijol es constante en la región y oscila entre los 950 kg por ha.
- Café: La superficie cubierta por este planta es significativa e importante para el desarrollo agrícola de las zonas altas de la cuenca, en vista a que es de las pocas especies que pueden ser plantadas en suelos con fuertes pendientes de la sierra. La superficie plantada en 1940 fue de 21 164 ha, y en 1970 se alcanzó 47 803 ha, representando un incremento de 126%; principalmente sembradas en las zonas de Orizaba y Córdoba.

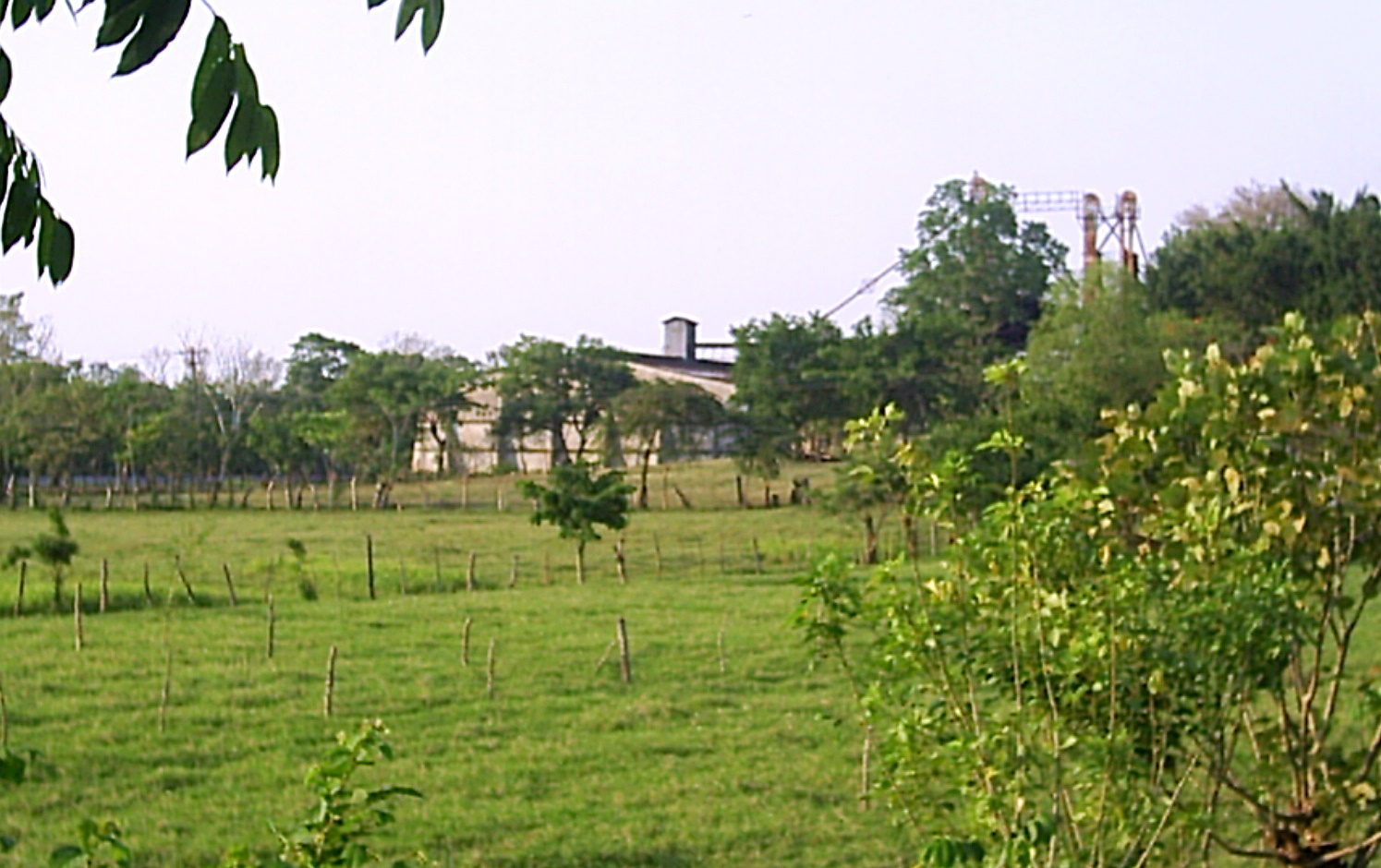
Antiguos campos de arroz y la Arrocera El Silverio S.A. de C.V. en Tuxtepec, Oaxaca. Este molino fue una obra constituida por el impulso de la siembra de arroz que presentó la región en el periodo de la Comisión, el cual fue beneficiado por el incremento en la demanda del producto y la elección de estas tierras bajas para su cultivo, al eliminarse la producción de arroz en el Valle de El Fuerte en Sinaloa. El cultivo de arroz tuvo un incremento de más del 500% de 1940 a 1970, por lo que fue el cultivo que representó el mayor crecimiento en su extensión de siembra.

- Arroz: El área sembrada por el arroz fue la que tuvo mayor aumento en el periodo de 38 años que duró la Comisión; pasando de 5 313 hectáreas sembradas en 1948 a 32 489 en 1970, correspondiendo a un incremento del 511.5%; que fue promovido por el incremento de la población y le establecimiento en la cuenca de una industria arrocera de importancia instalada de 140 000 tons., ubicados en 8 molinos en Córdoba, uno en Tuxtepec y otro en La Granja, Mpio. de Tres Valles, ha servido de estímulo para el incremento que tuvo en este tiempo. En 1975, se procesaron 85 000 tons: 33 000 en molinos oficiales y 52 000 en 9 molinos particulares. La industria en ese entonces trabajó con una eficiencia del 70%. El traslado y el incremento de este cultivo tuvo también un motivo en particular debido a que la producción de arroz en el valle de El Fuerte, en Sinaloa, quien fuera el mayor productor nacional de este grano, se vio en la necesidad de ser reubicada a las regiones costeras del Golfo de México, en los estados de Campeche, Tabasco y Veracruz, en razón a que la siembra del arroz requiere gran cantidad de agua, por lo que se tomaron políticas en mencionado estado del norte de México para destinar esa agua a otros vegetales; por ejemplo, el tomate.

Para poder sembrar este grano en mayores proporciones, la Comisión tuvo que eliminar y superar los problemas que implican sembrar arroz en clima húmedo, como lo es la maleza, que fue controlado con el uso de herbicidas específicos,  el acame, las enfermedades y la excesiva humedad,  que además de favorecer junto a las altas temperaturas, obligaron a la rápida movilización de la cosecha y del producto industrializado, para evitar daños en los almacenes.
- Chile jalapeño: La siembra de este producto está bastantemente distribuido en las regiones del Golfo de México, siendo uno de los pocos productos hortícolas que se siembran en forma amplia en la Cuenca. En 1948, se sembraron 1 631 ha para incrementarse a 10 287 ha en 1970. Es de reconocer su incremento en la región de Tuxtepec, donde la población de Bethania ocupa el primer lugar de este cultivo a nivel estatal y que además presenta un constante incremento por la construcción del Centro de Acopio, bodegas y secadoras de Chile Soledad, que tendrá una capacidad de más de 2 mil toneladas de este producto.[17]
- Piña:Se dice que fueron los mayas los primeros que cultivaron la piña en México y se señala su presencia en la cuenca en la caña poblana-oaxaqueña en Coxcatlán, Puebla desde  1580. La producción de piña tuvo su mayor auge en los tiempos de la comisión, en vista a que en 1948 fue de 3 860 ha y disminuyendo a 740 ha en 1952, para después aumentar progresivamente en los años siguientes para sumar 8 225 ha en 1970. En 1975 se alcanzó una superficie de 10 000 ha. Teniendo la zona de mayor cultivo en Loma Bonita, Oaxaca e Isla, Rodríguez Clara y Tlalixcoyan, en Veracruz. Para 1990, la superficie sembrada de piña sembrada en Oaxaca era de 6,200 ha y en Veracruz de 6 000 ha; y a pesar de que el estado de Veracruz aumentó a 8 270 ha en el 2000, no así en el estado de Oaxaca, que disminuyó a 2 151 ha.[18] La piña fue introducida a Loma Bonita por Frank Peters, que trajo el fruto desde Hawái, dando un largo retorno en vista a que esta fruta es de origen mexicana. La construcción del Ferrocarril del Sureste favoreció el desarrollo de la piña, al igual que la carretera Tinajas-Alemán-Loma Bonita, construida pocos años después. En 1972 existían 8 plantas empacadoras de piña  en la cuenca que procesaban aproximadamente 93 400 tons. de almíbar, 23 000 tons de salmuera, 5 500 tons para jugo y 8 000 tons para concentrados.
- Tabaco:El cultivo del tabaco es de los más tradicionales de la cuenca del Papaloapan, particularmente en las zonas de Valle Nacional, en el estado de Oaxaca, de donde la siembra de esta planta ha sido fundamental en la historia de México: En vista a la infame contrata durante el Porfiriato, que fue un ejemplo de las peores explotaciones humanas que se hayan hecho en el país, y en la región de Los Tuxtlas, en Veracruz. La calidad del tabaco de la región tiene prestigio nacional[19] e internacional,[20][21] por lo que su cultivo se mantiene hasta nuestros días. En 1948 se reportaron 4 544 ha, aumentando a 8 384 ha en 1964, pero bajando a 5 879 ha en 1970, por lo que el incremento fue tan solo de un 29%, mientras que el de 1964 fue del 91%; mientras que los rendimientos por ha fueron de 660 kg por ha en 1948 y llegando a 1 184 kg a 1970.
- Mango: El mango es el frutal de mayor importancia en la cuenca del Papaloapan en vista que para 1977 había 597 680 árboles plantados, de los cuales 253 610 estaban en producción. México es el cuarto productor de mango en el mundo, pero es el primer lugar en exportación, en vista a que coloca el 21% del total mundial en el 2004.[22] En la Cuenca del Papaloapan, las principales zonas productoras son: Chacaltianguis, Cosamaloapan, Los Tuxtlas, Tierra Blanca y Córdoba, siendo Chacaltianguis el más prestigioso, por la calidad de su mango Manila. La mayor parte de la fruta se vende al mercado de fruta fresca y una mínima parte se procesa en las empacadores locales. Los mercados más importantes en donde se distribuye la producción de la cuenca son la Ciudad de México, Guadalajara y Monterrey. La producción de mango tuvo y tiene grandes problemas  como lo son: plagas como la mosca de la fruta (Anastrepha ludens y A. fraterculus), papalota (Hansenia pulverulenta) y chupadores como membránicos y pseudocóccidos y enfermedades como antracnosis y el cáncer del tronco (Nectria spp.). En los años de 1974 a 1977, la Comisión del Papaloapan, en forma coordinada con la Dirección de Sanidad Vegetal, participaron en la organización de los productores y en la realización de una campaña fitosanitaria para controlar plagas y prevenir enfermedades del mango; además de otorgar créditos para la campaña y mantenimiento de las huertas.

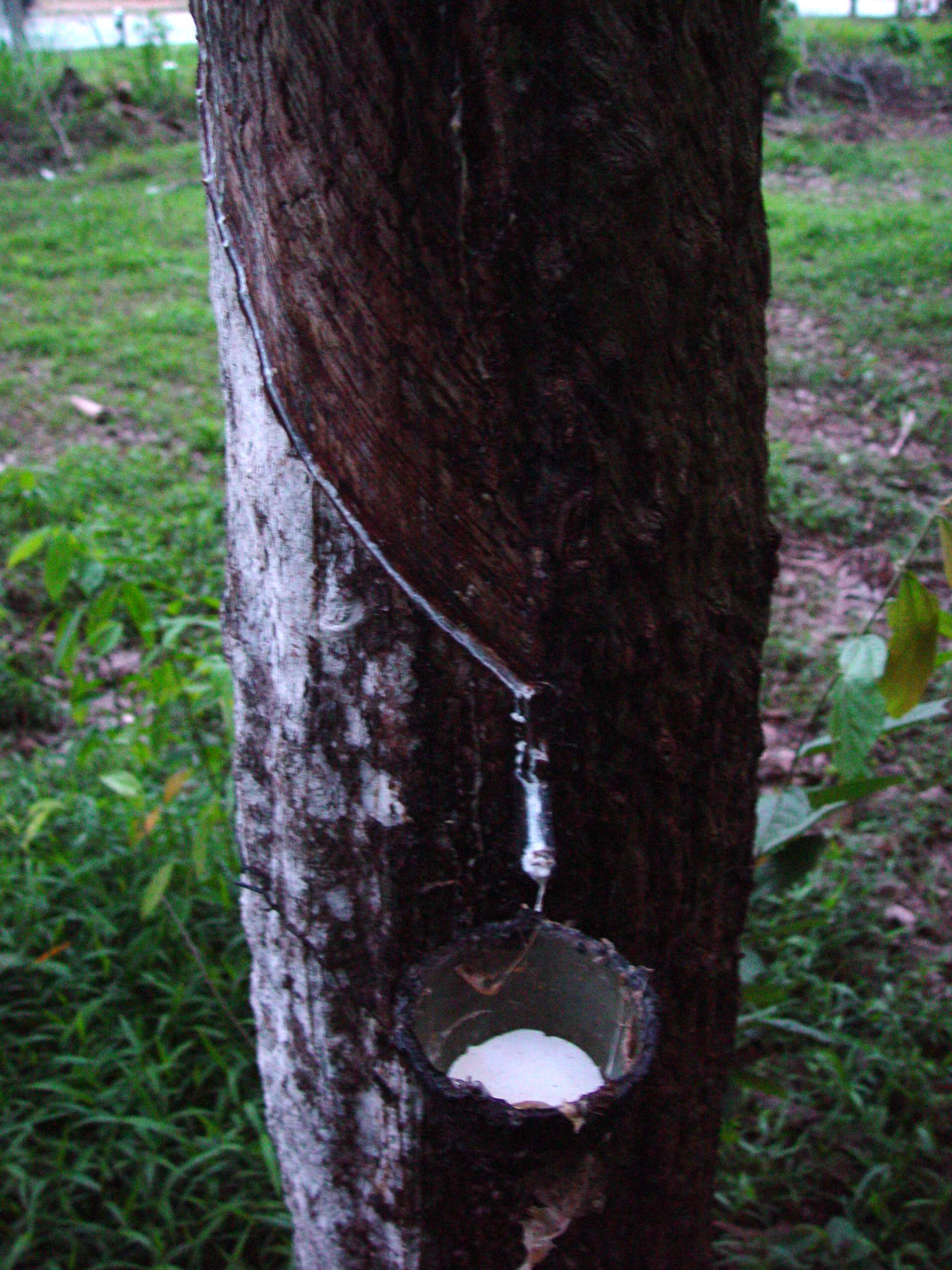
Recogida de la savia del hule. La Comisión fue la impulsora de la siembra del hule en México; al ser la que organizó y extendió su cultivo; pese a los problemas que conyevaron este hecho, como fue el desarrollo del hule sintético, la idea de su cultivo estuvo firme y aún en nuestros días, se puede ver este avance.

- Hule Hevea: El cultivo del hule fue propiamente instaurado por la Comisión, ya que, para antes de la década de 1960-1970 no existían plantaciones organizadas de este cultivo. El cultivo del hule fue problemático en sus inicios, en vista a que, después de terminadas las plantaciones en 1967, se perdió el interés en su plantación aludiéndose que era antieconómico por los mayores costos de producción, comparados con los de Malasia, Brasil y otros países fuertes productores de hule natural y, sumado a esto, a que desde 1973, el hule sintético había desplazado en el mercado al hule natural en la fabricación de llantas de automóvil y de otros productos de importancia.[23] La Comisión del Papaloapan realizó un estudio socioeconómico de las plantaciones de las cuencas[24] obteniendo que el clima de la cuenca era el ideal para la plantación de hule hevea y a pesar a de las deficiencias de las técnicas de las plantaciones, irregularidad de la madurez de los árboles, nula fertilización, deficiencias en la coagulación del látex, los rendimientos del hule fueron mejores de los esperados, a pesar a que se debe esperar 9 años para la recolección de dicho producto, el rendimiento medio anual del hule fue de 1 158 kg por ha. Estos resultados sirvieron para que se aprobara las bases de la ampliación a 10 000 ha de las plantaciones de hule en el Valle de Uxpanapa, que también sirvió para otorgarle empleos a los recién ubicados por la construcción de la presa Cerro de Oro. La creación de plantaciones de hule en la región dieron las bases en Oaxaca para crear la Beneficiadora de Hule BICHOSA, S.A. de C.V, que ha mantenido al estado en el segundo lugar, solo después de Veracruz y delante de Tabasco.[25]
- Trigo: El trigo es sembrado en el Alto Papaloapan, uno de los cultivos de mayor desarrollo por la comisión, solo detrás de la caña de azúcar y la siembra forestal. La siembra del trigo fue muy fluctuante, pasando de 9 098 ha en 1948 a 18 195 en 1952, alcanzando un máximo en 1958 con 20 867, pero disminuyendo  a 9 000 ha en 1964 y bajando aún más a 6 227 ha en 1970. En algunas zonas de la Mixteca y la sierra Juárez tiene más importancia este cultivo, en vista a que pocos cultivos pueden sustituir a este grano en forma económica.

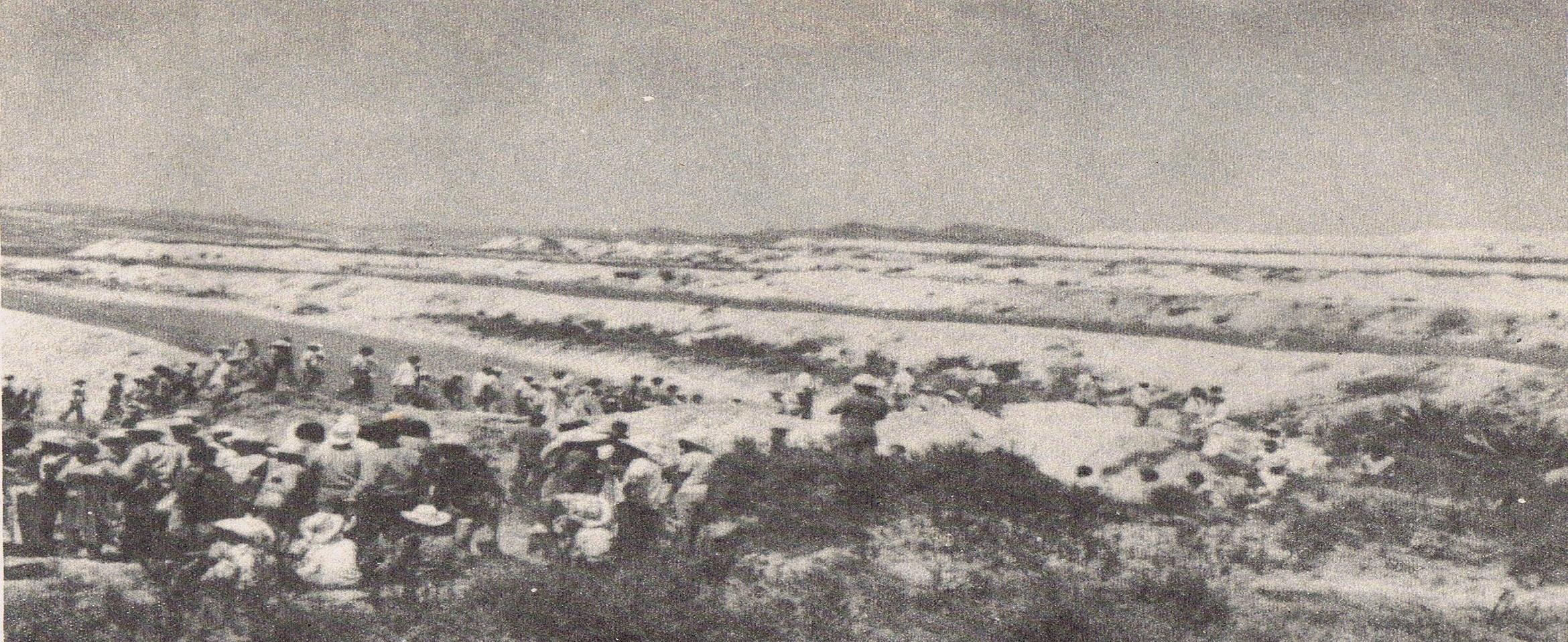
Visita de los vocales ejecutivos de la Comisión del Papaloapan a las terrazas de banco, en donde se encuentran algunos de los sembrados de trigo en la Cuenca, en el municipio de Coixtlahuaca, Oaxaca, alrededor de 1970. En la Mixteca, donde por las condiciones del suelo no son las adecuadas para sustentar gran variedad de cultivos, las aportaciones hechas por la Comisión hace casi 40 años aún siguen surtiendo efectos en la región, principalmente en el aspecto económico, en vista a la que la implantación de otra siembra es muy improbable.

#### Ganadería
La ganadería en la cuenca del Papaloapan  es de alta importancia en vista al desarrollo económico que presenta esta actividad al tener un papel que satisface las necesidades de la zona y es fundamental para el país. Se estima que desde 1970 la población ganadera de la cuenca ha estado por encima de la media nacional.
En el periodo de la Comisión, la entonces Secretaría de Industria y Comercio (hoy Secretaría de Economía), basándose en los resultados del V Censo  Agrícola, Ganadero y Ejidal 1970 reportó que la superficie con pastos nativos e inducidos fue de 4 000 160.6 ha. 3 711 885.8 correspondían a terrenos de temporal, 249 969.2 de jugo o humedad y 38 305.6 de riego; sin contar los terrenos improductivos susceptibles a abrirse al cultivo o a la ganadería, y en cerros, que también se destinan a actividad primaria.
De acuerdo con el tipo de ganado, destacan los siguientes:
- Ganado bovino: En la región existen las razas de GyR Indobrasil, Brahaman, Suizo, Charolais y Santa Gertrudis principalmente; 53% de gandado cruzado (criollo-cebú-suizo) y un 33% de ganado criollo. Los principales municipios que destacan por su producción de ganado bovino son Tuxtepec, San Juan Evangelista, Acayucan, Tlalixcoyan, Tierra Blanca, Playa Vicente y Cosamaloapan.

## Geografía
| Área de la Cuenca del Papaloapan                       |                  |           |          |                      |
|                                                        |                  |           |          |                      |
| Región                                                 | Superficie (km²) | Población | Densidad | Número de Municipios |
| Alto y Bajo Papaloapan                                 | 51,025.52        | 3'398,992 | 66.61    | 247                  |
| Alto Papaloapan                                        | 22,148.28        | 1'882,201 | 84.98    | 187                  |
| Ixtaczoquitlán-Orizaba-Córdoba, (Ver.)                 | 2,749.97         | 841,451   | 305.99   | 35                   |
| Valles de Tehuacán-Esperanza (Pue.)                    | 3,089.72         | 560,285   | 181.34   | 15                   |
| Mixteca Alta (Pue. y Oax.)                             | 4,187.17         | 44,373    | 10.60    | 24                   |
| Cañada Poblano-Oaxaqueña (Pue. y Oax.)                 | 4,497.10         | 293,447   | 65.25    | 41                   |
| Transición Etla (Oax.)                                 | 919.87           | 9,123     | 9.92     | 5                    |
| Sierra Juárez (Oax.)                                   | 2,921.64         | 36,870    | 12.62    | 26                   |
| Mixe (Oax.)                                            | 1,890.76         | 64,179    | 33.94    | 14                   |
| Villa Alta (Oax.)                                      | 1,892.05         | 32,473    | 17.16    | 27                   |
| Bajo Papaloapan                                        | 28,877.24        | 1'516,791 | 52.52    | 60                   |
| Acatlán de Pérez Figueroa-Tezonapa (Pue., Oax. y Ver.) | 2,010.36         | 150,185   | 74.71    | 6                    |
| Vertiente Central (Oax.)                               | 3,870.87         | 178,842   | 46.20    | 18                   |
| Vertiente Sur (Oax. y Ver.)                            | 3,870.87         | 102,232   | 26.41    | 7                    |
| Los Ríos (Oax. y Ver.)                                 | 10,000.10        | 581,213   | 58.12    | 20                   |
| Los Tuxtlas-Acayucan (Ver.)                            | 6,915.68         | 504,319   | 72.92    | 9                    |
| II Conteo de Población y Vivienda, INEGI,2005          |                  |           |          |                      |

La superficie de jurisdicción de la comisión fue tomada de la cuenca hidrológica del Sistema Papaloapan-Blanco, teniendo así una superficie de 46,449 km² y un área administrativa de 51,025.5 km² de los 247 municipios de la cuenca en los estados de Oaxaca, Puebla y Veracruz y abarca las regiones de la Planicie del Golfo de México, la Sierra Madre Oriental, Los Tuxtlas y parte de la Cordillera Volcánica; teniendo por límites naturales las cuencas de Coatzacoalcos (sur), Balsas (oeste), los dos Atoyac (de Veracruz y Oaxaca), Tehuantepec, de Oriental (Puebla) en el extremo noroeste.
En la cuenca, destacan gran cantidad de ecosistemas, poseyendo grandes contrastes orográficos y, por ende, geológicos; por citar un ejemplo, la cuenca posee el Pico de Orizaba, la cumbre más alta de México con 5610 m s. n. m., de cuyas aguas provenientes del deshielo y las lluvias son las que alimentan los afluentes del río Blanco. El ingeniero Jorge L. Tamayo, Vocal Ejecutivo de la Comisión (1973-1984), se expresaba así de las faldas del Pico:

Arrancan en la zona tropical y están cubiertas con lujuriosa vegetación que se convierte en bosque de coníferas, para desaparecer a los 4,000 m. de altitud y pasar a las nieves persistentes; se observan en la parte alta, fuertes acumulaciones de hielo... 

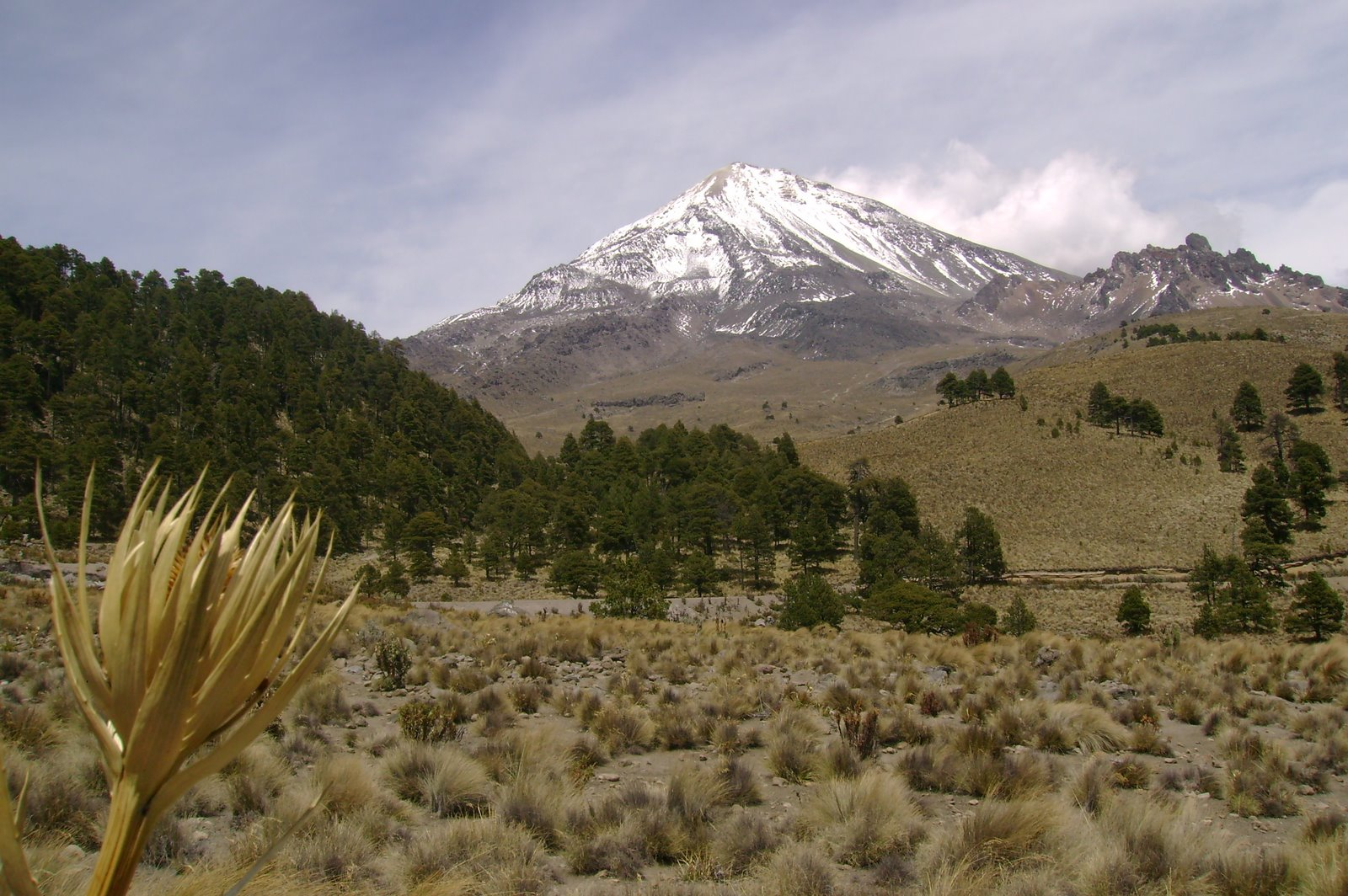
Pico de Orizaba

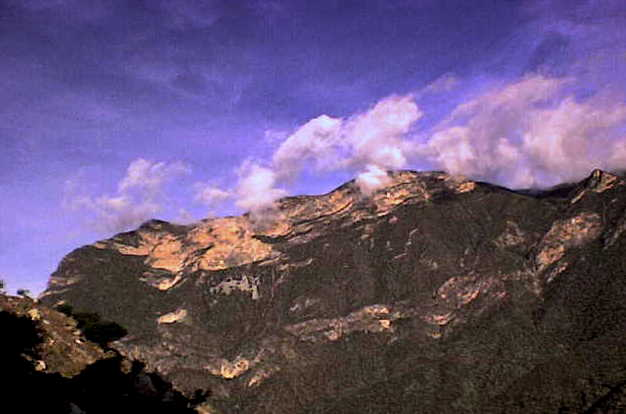
Alta Mixteca

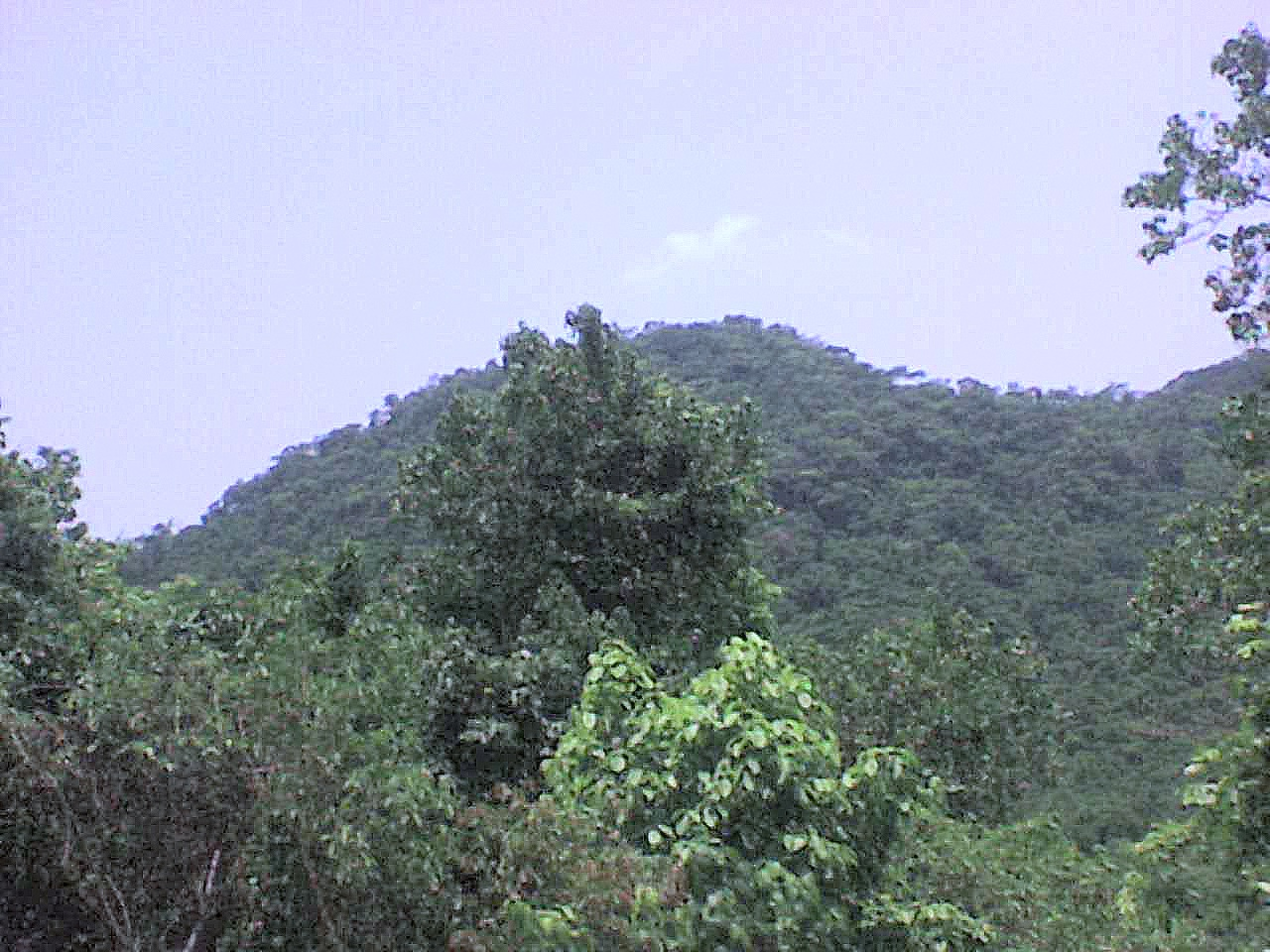
Selva del Papaloapan

Y por contraste, el punto más accidentado es la depresión que lleva por nombre Cañada Poblano-Oaxaqueña, ubicado en la Sierra Madre del Sur.
En cuanto a la climatología, se identifican los siguientes regímenes climáticos, según la clasificación climática de Köppen y Thornthwaite, enlistado por regiones internas:
- Alta Mixteca: Clima semiárido y árido, con deficiencia de agua en invierno. La precipitación anual fluctúa entre 500 y 800 mm.
- Cañada poblana-oaxaqueña: Semiárido y árido, lluvias deficientes todo el año; clima templado en el valle de Tehuacán y cálido en la Cañada oaxaqueña. Llueve preferentemente durante el verano, la vegetación predominante es xerófita; la precipitación anual fluctúa entre 500 y 800 mm.
- Sierra de Zongolica, Huautla, Juárez y Mixe: Área húmeda con poca o ninguna deficiencia de agua; el clima cálido en la parte baja y templado en la serranía, clasificándose de tipo tropical lluviosos de bosque y selva. La precipitación media anual fluctúa entre 2,000 y 4,000 mm.
- Bajo Papaloapan: Se observa un clima cálido, semihúmedo y húmedo con moderada deficiencia de agua en invierno. La precipitación media anual es de 1,300 a 3,000 mm. Obsérvase la mínima en partes bajas. El clima dominante es el de tipo sabana que existe desde la costa hasta las proximidades de la cota de 100 m s. n. m. En algunas zonas como Tuxtepec, Playa Vicente, Acayucan, Sayula, etc. se tiene clima de bosque, ubicado entre el de selva y el de sabana.

Los suelos, vegetación y fauna cambian con la situación, altura y accidentes topográficos.
De acuerdo con Starker Leopold y L. González Quintero toda la zona baja y hasta la cota de 900 m se encuentra cubierta por tipos de vegetación de bosque tropical perennifolio y subperennifolio, con manchas de pradera tropical dispersiarbórea (con o sin abundar los arbustos y gramíneas), y bosque esclerófilo. Hay además vegetación mangle y pradera acuática rn las lagunas y áreas más bajas, inundables. Superados los 800 y 1,000 metros de altura existen bosques de transición tropical-templada y luego los bosques mixtos, densos templados acuilifolios, entre ellos los de coníferas reservas primordiales de explotación forestal para producir pulpa y papel en Tuxtepec.
La franja de bosque de niebla, templado caducifolio, se observa también en los parajes del macizo de Los Tuxtlas. En la Cañada y el valle de Tehuacán está la flora desértica, procedente del norte y centro de México.

## Obras y Proyectos
Dentro de las principales obras que fueron construidas por la comisión, incluyen las que se dieron durante el primer sexenio (1947-52), destacando la construcción de la carretera Palomares-Tuxtepec; después Telixtlahuaca-Tehuacán, pasando por Teotitlán del Camino, más tarde, la carretera Miguel Alemán-Sayula. Después se dio preferencia a la construcción de puentes. Posteriormente, se construyó la carretera Tuxtepec-Teotitlán del Camino. La comisión creó el Comité Administrador del Programa Federal de Construcción de Escuelas, con lo que gran cantidad de escuelas primarias, secundarias, preparatorias e escuelas de enseñanza superior se pudieron realizar, cabe destacar, la construcción del Instituto Tecnológico de Tuxtepec, en 1975.
Otras obras relevantes fueron la rectificación del río en las afueras del puerto fluvial de Cosamaloapan, la presa de Michapan, las obras de construcción de la presa Miguel Alemán para el control de avenidas del caudaloso río Tonto en 1958, el dragado de la Laguna de Alvarado y un importante programa de saneamiento, por medio de la creación de la Comisión Constructora de Salubridad e Ingeniería Sanitaria; de obra pública municipal y educación.
La presa Miguel Alemán sobre el río Tonto se construyó para control de avenidas y generación de  energía eléctrica y para la piscicultura, además de contar con un gran potencial para el riego. La planta hidroeléctrica permitía generar 154 mil kilovatios, equivalentes en ese tiempo, al 10% de la capacidad instalada de generación eléctrica en el país Se puso en servicio en 1962.
La Comisión impulsó obras de importancia como la construcción del Ingenio de Tres Valles, la planta productora de papel de Tuxtepec -para aprovechar como materia prima el bagazo de caña en el mismo municipio-, el rastro frigorífico para ganado bovino en Isla, y el molino de arroz en Piedras Negras.
La segunda presa, la Presa Cerro de Oro ubicado sobre el río Santo Domingo, se inició en 1972. La construcción de la obra se vio interrumpida repetidamente y se concluyó hasta 1988 por iniciativa del Gobierno del Estado de Oaxaca, que aportó recursos para la importante obra de desvío y asumió la preponderancia en los trabajos del reacomodo de los afectados por el embalse de la presa.
Con la presa Miguel de la Madrid, se completó la parte medular de las obras de control del cauce principal del río Papaloapan, y posteriormente, la Comisión del Papaloapan comenzó a ser desmantelada. El 29 de junio de 1985, se creó el Comité Técnico de Reacomodo de la Presa Cerro de Oro, en donde el gobierno del Estado de Veracruz asumió la secretaría técnica del mismo, y desarrolló el programa de reacomodo en su territorio, así como la construcción de nuevos poblados en la cuenca, fuera de la zona de Uxpanapa y de túneles de desvío del cauce del río.
- La cuenca del Papaloapan posee el ingenio azucarero más grande de México, el Ingenio San Cristóbal, en el municipio de Carlos A. Carrillo, Veracruz, que de acuerdo con la zafra 2004-2005, produce un poco más del 5% de la producción total de azúcar del país.[37]